# Барнегат (переписна місцевість, Нью-Джерсі)
Барнегат (англ. Barnegat) — переписна місцевість (CDP) в США, в окрузі Оушен штату Нью-Джерсі. Населення — 3894 особи (2020).

## Географія
Барнегат розташований за координатами 39°45′14″ пн. ш. 74°13′18″ зх. д. / 39.75389° пн. ш. 74.22167° зх. д. (39.753903, -74.221654).  За даними Бюро перепису населення США в 2010 році переписна місцевість мала площу 6,91 км², з яких 6,88 км² — суходіл та 0,03 км² — водойми.

## Демографія
Згідно з переписом 2010 року, у переписній місцевості мешкало 2817 осіб у 1019 домогосподарствах у складі 733 родин. Густота населення становила 408 осіб/км².  Було 1132 помешкання (164/км²).
Расовий склад населення:
| - 92,3 % — білих - 2,6 % — чорних або афроамериканців - 2,2 % — азіатів |

До двох чи більше рас належало 2,0 %. Частка іспаномовних становила 5,8 % від усіх жителів.
За віковим діапазоном населення розподілялося таким чином: 26,9 % — особи молодші 18 років, 64,4 % — особи у віці 18—64 років, 8,7 % — особи у віці 65 років та старші. Медіана віку мешканця становила 35,8 року. На 100 осіб жіночої статі у переписній місцевості припадало 98,5 чоловіків;  на 100 жінок у віці від 18 років та старших — 98,6 чоловіків також старших 18 років.
Середній дохід на одне домашнє господарство  становив 79 905 доларів США (медіана — 73 516), а середній дохід на одну сім'ю — 88 832 долари (медіана — 83 505). Медіана доходів становила 52 813 долари для чоловіків та 52 326 доларів для жінок. За межею бідності перебувало 17,6 % осіб, у тому числі 29,0 % дітей у віці до 18 років та 8,1 % осіб у віці 65 років та старших.
Цивільне працевлаштоване населення становило 1492 особи. Основні галузі зайнятості: освіта, охорона здоров'я та соціальна допомога — 26,6 %, роздрібна торгівля — 16,9 %, транспорт — 9,3 %, мистецтво, розваги та відпочинок — 9,2 %.